# Allongeperuk

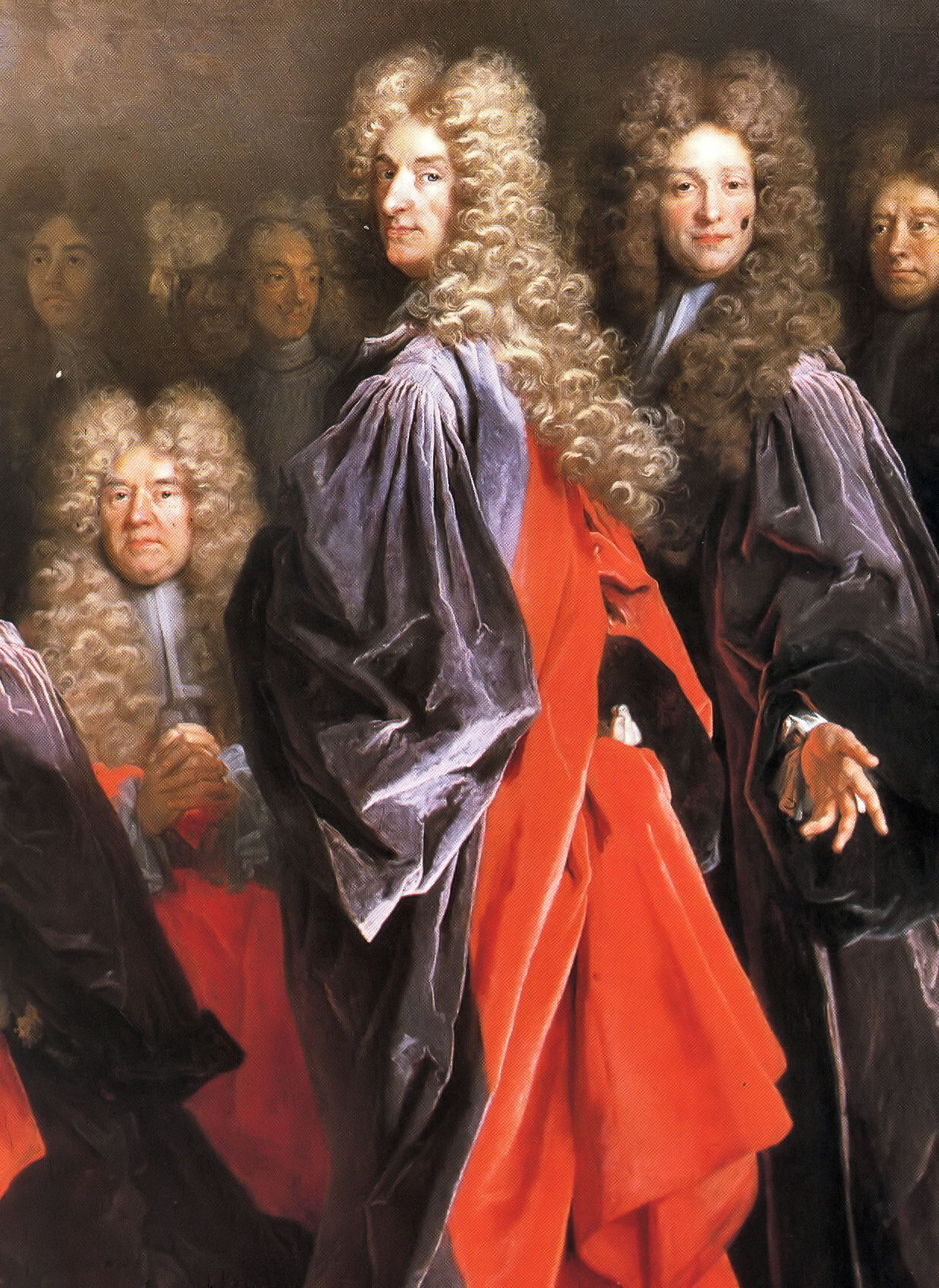
Allongeperuker (ca 1715). Nicolas de Largillières Ex-voto à Sainte-Geneviève.

Karl XII allongeperuk från 1714, uppvisad på Livrustkammaren

Allongeperuk (av franska allonger som betyder 'förlänga') är en sorts yvig peruk med långa nedhängande lockar. Sådana kom i bruk i Frankrike på Ludvig XIII:s tid och infördes sedan i övriga Europa. Allongeperuken var vanlig under 1600-talet och 1700-talet och bärs fortfarande av domare i Storbritannien. Allongeperukens kvinliga motsvarighet var fontangen .
|  | Wiktionary har en ordboksartikel om allongeperuk. |